# Amphiura abyssorum
Amphiura abyssorum är en ormstjärneart som beskrevs av Norman, in Jeffreys 1876. Amphiura abyssorum ingår i släktet Amphiura och familjen trådormstjärnor. Inga underarter finns listade i Catalogue of Life.